# Малицкий, Борис Антонович
Бори́с Анто́нович Малицкий (2 февраля 1942, г. Рени, Одесская область, Украина) — директор Центра исследований научно-технического потенциала и истории науки им. Г. М. Доброва НАН Украины, доктор экономических наук, профессор, Заслуженный деятель науки и техники Украины.
Сфера научных интересов: науковедение, экономика, история науки.
Выявил и обосновал циклический характер развития научно-технического потенциала, показал существование закономерностей в изменении роли научно-технического потенциала в процессе воспроизводства; разработал принцип фазовой динамики развития научной деятельности исследователей, дипольный метод оценки результативности их труда. Разработал современную типологию государственной научно-технологической политики Украины, обосновал основные параметры научно-технического потенциала в соответствии с типами научно-технологической политики.
Председатель специализированного ученого совета по защите докторских и кандидатских диссертаций по специальности 08.00.03 — экономика и управление национальным хозяйством. Много лет возглавлял Научный совет по направлению «Научно-техническое прогнозирование». Главный редактор международного научного журнала «Наука и науковедение» и член ряда редакционных коллегий, член программных комитетов многих международных симпозиумов.

## Биография
Родился в семье рабочих. Начал работать в 16 лет — учеником, помощником машиниста, машинистом, техником городской электростанции (1958—1963). В 1963—1965 — секретарь Ренийского зонального промышленно-производственного комитета ВЛКСМ, инженер Ренийского торгового морского порта. Одновременно обучался без отрыва от производства в Одесском политехническом институте. В 1965 перешел на очное обучение и в 1968 получил специальность «Технология машиностроения, металлорежущие станки и инструменты».
В 1967—1971 — заместитель секретаря, секретарь комитета комсомола, ассистент кафедры технологии машиностроения Одесского политехнического института, в 1971—1978 — инструктор, заместитель заведующего отделом ЦК ЛКСМУ. Его комсомольская работа была сосредоточена на вопросах развития научно-технической деятельности студенчества и повышения творческой активности молодежи. Благодаря его организаторским способностям в начале 1970-х годов был создан Республиканский совет молодых ученых.
С мая 1978 г. работает в Академии наук Украины. В 1978—1990 занимал разные должности (руководитель научно-исследовательской группы, старший научный сотрудник, заведующий научно-исследовательским сектором, и. о. заведующего научным отделом) в составе одного и того же коллектива ученых, менялась лишь ведомственная подчиненность этого коллектива (Институт кибернетики АН Украины, Совет по изучению производительных сил Украины, Институт сверхтвердых материалов им. В. В. Бакуля АН Украины).
В 1980 защитил в Институте кибернетики АН Украины кандидатскую диссертацию, а в 1990 в Центре исследований научно-технического потенциала и истории науки — диссертацию на степень доктора экономических наук.
С 1990 возглавляет Центр исследований научно-технического потенциала и истории науки им. Г. М. Доброва НАН Украины, который с июля 1991 функционирует как самостоятельный научный институт НАН Украины.
Возглавляет Научный совет по науковедению МААН.

## Научные интересы и результаты
В начале научной деятельности основное внимание уделял проблемам научной молодежи, рационального формирования научных коллективов, эффективности организации их деятельности. Сделал вклад в развитие теории организации деятельности ученого на основе рассмотрения её как процесса, закономерно изменяющегося на протяжении творческой жизни ученого. Обосновал принцип фазовой динамики научной деятельности ученого, положенный в основу разработки многих методических рекомендаций относительно повышения уровня продуктивности труда ученого, оптимизации структуры научных кадров, определения потребностей в резерве для подготовки научных работников, повышения управленческой квалификации руководящих кадров науки.
Далее научные интересы расширились до проблем научно-технического потенциала в целом. За счет комплексного использования современных методов: системного подхода, социологического и статистического анализа, имитационного моделирования, межстрановых сравнений, — обосновал циклический характер развития научно-технического потенциала, уточнил его социально-экономическое содержание, структуру и функции, показал функциональные особенности науки как системы создания знаний, духовного производства и воспроизводительной силы. Выявил и обосновал существенные признаки качественно нового научно-технического потенциала, способного к длительной ведущей роли в воспроизводительном процессе, с целью повышения инновационного уровня и конкурентоспособности производства. Развил стратегию формирования нового научно-технического потенциала за счёт целенаправленного регулирования цикла его развития.
В первой 90-х годов научные интересы были связаны с исследованиями изменений научных систем стран с переходной экономикой, включая Украину. Благодаря участию в международных проектах по исследованию трансформации научных систем стран Центральной и Восточной Европы получил оригинальные данные о преобразованиях в науке в условиях перехода к рыночным отношениям, либерализации и демократизации общественной жизни. Эти результаты содействуют определению направлений и ориентиров государственной научно-технологической политики. Обосновал концепцию организационно-функциональной трансформации научно-технического потенциала Украины, основные параметры его развития на краткосрочную перспективу. Разработал ключевые положения ряда законопроектов о развитии науки и научно-технической деятельности.
Значительное внимание уделяет проблемам инновационного развития экономики, обоснованию содержания и параметров инновационной модели экономического развития, разработке организационных, финансовых, кадровых и иных средств государственного влияния на повышение инновационной активности предприятий. Осуществлял научное руководство ряда проектов по разработке Государственного индикативного плана научно-технического и инновационного развития Украины (1998), Концепции научно-технологического и инновационного развития Украины (утверждена Верховным Советом Украины в 1999), является одним из авторов проекта новой Концепции инновационного развития экономики Украины.
Ряд работ посвящён вопросам международного научно-технологического сотрудничества, методологическим и практическим аспектам формирования европейского научно-технологического пространства, определению особенностей адаптации разных стран к научным и технологическим изменениям, последствиям глобализации для сохранения и использования научно-технического потенциала.
Под его руководством и при непосредственном участии разработано методологию и методы трансформации научно-технологической системы новой Украины. Научные предложения возглавляемого им Центра использованы при подготовке ряда законов и нормативных документов, касающихся регулирования общественных отношений в научно-технологической сфере, в частности, первого в странах СНГ Закона «Об основах государственной политики в сфере науки и научно-технической деятельности» (1991), а также Закона «О научной и научно-технической деятельности» (1998), Концепции научно-технологического и инновационного развития Украины (1999) и др.
Научные результаты Б. А. Малицкого нашли применение не только на Украине, но и в странах СНГ. За научные результаты, полученные при выполнении совместных исследований, включая широкомасштабный исследовательский проект «Трансформация науки и научной политики в странах с переходной экономикой» (1991—1997) ему присуждено в 1997 премию президентов Академий наук Украины, Беларуси и Молдовы.